# Caso Gürtel
Il Caso Gürtel è il nome giornalistico dato ad una serie d'inchieste giudiziarie, condotte in Spagna tra gli anni Duemila e gli anni Duemiladieci, da parte di varie procure, che rivelarono un sistema fraudolento e corrotto, che coinvolgeva in maniera collusa la politica e l'imprenditoria spagnola.
Nell'ottobre 2016 viene celebrato il processo di primo grado per gli imputati del caso Gürtel, portato agli onori della stampa spagnola nel lontano 2009. Si tratta di uno dei più gravi scandali politici del dopoguerra iberico, che vede un danno presunto all'erario pari ad almeno 120 milioni di euro, grazie al coinvolgimento del faccendiere e uomo d'affari Francisco Correa Sánchez (condannato a 51 anni complessivi di prigione) insieme a circa 200 persone fra funzionari nazionali e locali del PP, accusati di riciclaggio di denaro sporco, frode fiscale, evasione, corruzione e finanziamento illecito. Le perquisizioni portarono alla luce l'esistenza di un sistema a doppia contabilità - una ufficiale e pubblica e una illegale - gestito dall'ex tesoriere Luis Bárcenas, che aveva reso possibile la copertura del versamento di somme di denaro al partito e ad alcuni singoli esponenti in cambio di appalti pubblici gonfiati, in particolare nelle comunità autonome di Valencia e di Madrid.
Il 25 maggio 2018, dopo che l'Audiencia Nacional affermò non fermamente che il Partito Popolare (PP) aveva beneficiato del sistema di tangenti illegali per i contratti di tale vicenda, una mozione è stata registrata dal PSOE contro il Governo Rajoy. I giudici hanno così confermato, presumibilmente e in assenza di una sentenza definitiva, l'esistenza di una contabilità illegale e struttura finanziaria sviluppata in parallelo con il funzionario dalla fondazione del partito nel 1989.
Il giudice del rinvio, nella sua sentenza, ha sostenuto che il PP aveva contribuito a "stabilire un sistema reale ed effettivo di corruzione istituzionale attraverso la manipolazione degli appalti pubblici centrale, regionale e locale", era stato "sincero" nella sua testimonianza come testimone durante il processo.
Il 1º giugno 2018 è stata votata la mozione di sfiducia, che ha avuto esito positivo con 180 voti a favore, 1 astensione e 169 voti contrari. Il segretario generale del PSOE, Pedro Sánchez, il primo presidente che non in carica come deputato dal restauro della democrazia nel 1977, ha dichiarato che stabilirà un governo "di transizione" che garantirà la "governance" del paese e recupererà la "normalità democratica" sulla scia della crisi politica scatenata dal caso Gürtel, e quindi, al più presto, per tenere elezioni generali anticipate.
Fu la quarta mozione di censura dalla Transizione spagnola alla democrazia e la seconda mozione contro Mariano Rajoy dopo quella di Unidos Podemos l'anno precedente, così come la prima di tutta la democrazia spagnola a prosperare.